# Alfred Häger
Klas Alfred Häger, född 7 oktober 1829 i Tryserums församling, Östergötlands län, död 24 juli 1910 i Vikingstads församling, Östergötlands län, var en svensk präst och politiker.

## Biografi
Alfred Häger föddes 1829 i Tryserums socken. Han var son till kontraktsprosten Nils Häger i Tryserums församling. Häger blev 1850 student vid Uppsala universitet och avlade 1 februari 1853 teoretisk teologie examen och 9 juni 1853 praktiskt teologie examen. Han prästvigdes 30 oktober 1853 och blev 10 november 1854 komminister i Tryserums församling, tillträdde 1856. Häger avlade 30 november 1865 pastoralexamen och blev 10 mars 1873 kyrkoherde i Gårdeby församling, tillträde 1874. Han blev 5 mars 1883 kyrkoherde i Vikingstads församling, tillträdde 1885 och utnämndes 1892 till ledamot av Vasaorden. Häger var från 22 maj 1901 till 1906 kontraktsprost i Vifolka och Valkebo kontrakt och avled 1910 i Vikingstads socken.

### Familj
Häger gifte sig 3 augusti 1858 med Beda Amalia Teresia Ringström (1836–1920), dotter till lantbrukaren Gustaf Ringström och Anna Kristina Nilsson. De fick tillsammans barnen kyrkoherden Nils Gustaf Häger (född 1859) i Västra Ny församling, Märta Teresia Maria (född 1862) som var gift med kyrkoherden Johan Alfred Edström i Trehörna församling och tandläkaren Sten Häger (1869–1950) i Stockholm.